# 스코틀랜드 상식 학파

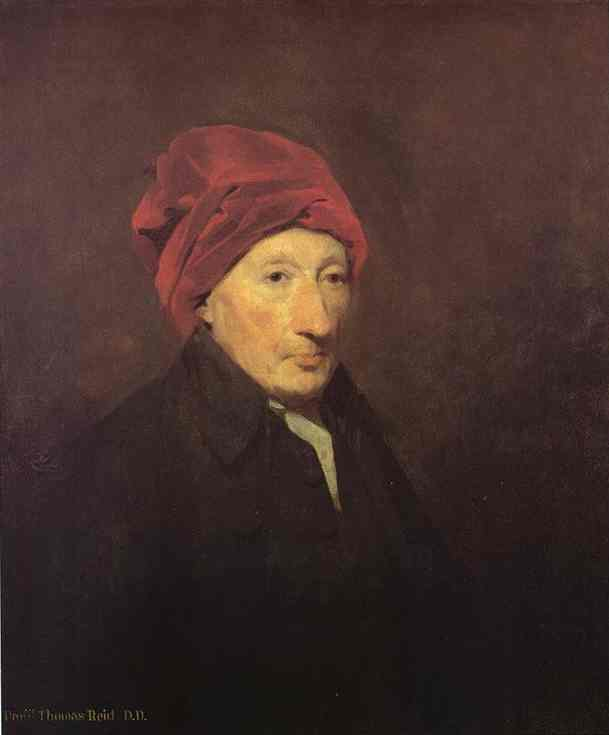
스코틀랜드 상식 학파의 주창자 토머스 리드

스코틀랜드 상식 학파(Scottish Common Sense Realism 또는 Scottish School of Common Sense)는 18세기 스코틀랜드 계몽주의 기간 동안에 프랜시스 허치슨, 토머스 리드, 제임스 비티, 애덤 퍼거슨, 듀걸드 스튜어트의 사상에서 유래한 철학 학파이다.
상식학파의 원조는 키케로의 철학에 기원하며, 스코틀랜드의 에딘버러 대학의 프링글, 애덤 퍼거슨(1764-1785), 듀걸드 스튜어트(1785-1810)에서 시작하여 글라스고 대학의 토마스리드로 흐르는 학풍을 이어갔다. 이런 학풍이 스코틀랜드의 지성적 네트워크로 사회적으로 영향을 끼쳤으며 정치적으로나 사회적으로 기여하였다. 이것은 학문의 다양성과 풍부함으로 이어져 영어가 모든 학문을 해석하고 적용하는 데 쓰이는 데 활용되었다. 영국과 스코틀랜드가 단일화되면서 겪게 되는 문화적 충격을 최소화 하고, 스코틀랜드인의 삶과 문화를 증진시키는 데 기여하였다.
영국 경험론은 데이비드 흄에 이르러 극단적인 회의주의를 낳아 객관적 진리의 존재 자체를 부정하게 되었는데, 여기에 반대하는 사상가의 한 무리가 18세기의 스코틀랜드에 출현하였다. 이들은 인류 공통의 의식과 모순되는 흄의 철학을 비판하고, 지식의 기초를 상식에서 찾았다. 즉 인간의 경험적 인식의 밑바닥에는 근원이 되는 판단 능력이 있는데, 그것이 건전한 상식의 직관(直觀)능력이라고 하는 것이다. 이 사상은 이마누엘 칸트의 인식 비판(認識批判)에 통하는 바가 있으나 거기까지는 탐구되지 못했다. 미국의 토마스 제퍼슨에게 영향을 주었고 신학적인 영향을 받은 곳은 미국의 존 위터스푼을 비롯한 프린스턴 학파와 웨스트민스터 학파이다.

## 주요 내용[1]
1. 주의 깊고, 인내심있게 관찰하는 것은 모든 사람이 '상식'(또는 일반적 보통의 감각들)을 통하여 진리를 알아내도록 만든다. 즉, 이런 감각들(상식)이 모든 과학적, 철학적 그리고 신학적 노력들에 대하여 건전한 기초를 제공하므로 신뢰할 수 있다.
2. 이런 오감외에 육감이 있는 데 그것은 윤리적 감각이다. 즉, 모든 사람에게 선과 악을 구별할 수 있는 윤리적 감각이 있다.
3. 프랜시스 베이컨은 지적인 요구를 추구하는 것은 경험을 통해 얻어진 모든 비가역적 사실들을 귀납적으로 조사하는 방법에 기초한다고 주장하였다.

## 같이 보기
- 애덤 스미스
- 프랜시스 허치슨

1. ↑  Gutjahr, Paul C. (2011). 〈6. John Witherspoon's Common Sense〉. 《Charles Hodge : guardian of American orthodoxy》. Oxford: Oxford University Press. 39쪽. ISBN 978-0-19-974042-0.